# Gobierno de la República de China en Cantón

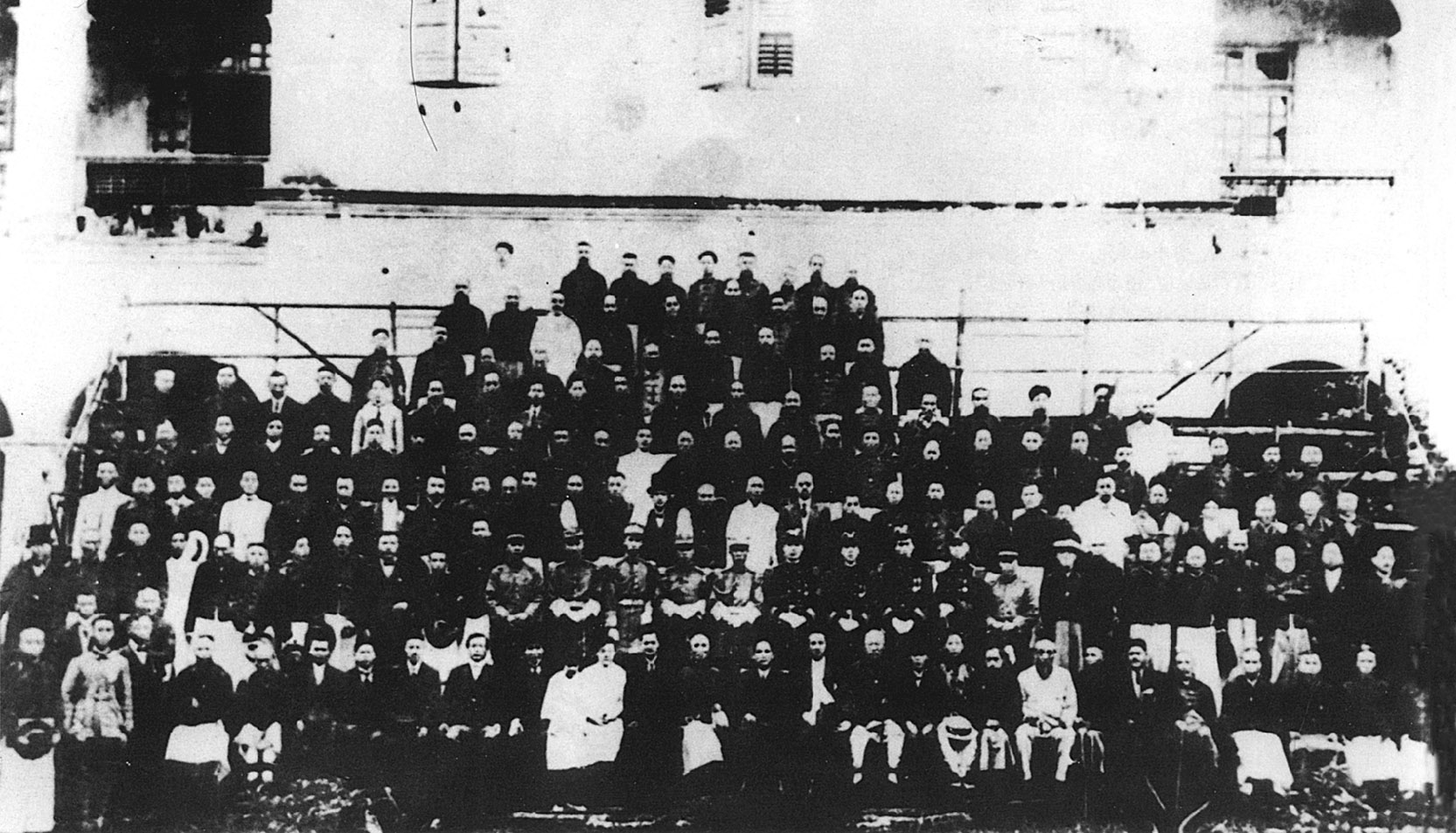
Sun Yat-sen asumió el cargo de presidente extraordinario en Guangzhou el 5 de mayo de 1921.

El Gobierno de la República de China (en chino: 廣州中華民國政府) fue un gobierno no reconocido establecido por Sun Yat-sen en 1921. Lideró el Segundo Movimiento de Protección de la Constitución y reemplazó a la Junta de Protección de la Constitución por un sistema presidencial.

## Historia
Tras la salida de Sun Yat-sen de Cantón el 21 de mayo de 1918, regresó a Cantón el 28 de noviembre de 1920, reorganizó el gobierno militar del sur e inició el Segundo Movimiento de Protección Constitucional. El 12 de enero de 1921, el Congreso Extraordinario reanudó sus reuniones en Cantón. El 2 de abril, el Congreso Extraordinario se reunió y anunció la abolición del gobierno militar del sur, con la pretensión de formar el gobierno de la República de China. Sun Yat-sen fue elegido "gran presidente" el 7 de abril y asumió el cargo en Cantón el 5 de mayo.
Tras su elección, Sun Yat-sen emitió declaraciones separadas, tanto en el país como en el extranjero, y escribió una carta abierta a Xu Shichang, presidente del Gobierno de Beiyang, para persuadirlo a dimitir voluntariamente. Al mismo tiempo, publicó la lista de personal de su nuevo gobierno central:
- Ministro de Asuntos Exteriores Wu Tingfang
  - Wu Chaoshu
- Ministro de Finanzas Tang Shaoyi
  - Liao Zhongkai
- Secretario del Ejército Chen Jiongming
- Ministro del Interior Chen Jiongming
- Secretario de la Marina Tang Tingguang
- Jefe del Estado Mayor Li Liejun
- Secretario general Ma Junwu
- Senador general y Jefe Civil Hu Hanmin
- Presidente Xu Shaozhen
- Ministro político Hu Hanmin
- Gobernador de Cantón Chen Jiongming

Tras la toma de posesión de Sun Yat-sen, la principal fuerza fue la Expedición del Norte para unificar China. Sin embargo, la idea de Sun Yat-sen de la Expedición al Norte fue rechazada por Chen Jiongming, quien había alcanzado prominencia en Cantón gracias al desarrollo del Ejército de Cantón. Chen Jiongming defendía la autonomía provincial conjunta —propuesta por el caudillo de Hunan Tan Yankai— y un sistema federal. Chen Jiongming abogaba por la suspensión del ejército, la implementación de la autonomía interprovincial para asegurar el territorio, el establecimiento prioritario de la constitución provincial y la construcción de Cantón. Sin embargo, Sun Yat-sen creía que la autonomía interprovincial reconocía el statu quo del régimen del Gobierno de Beiyang y, en esencia, seguiría siendo un régimen de caudillos militares encubiertos. Sun Yat-sen implementó la estrategia de unificar el país por la fuerza y finalmente se enfrentó a Chen Jiongming.
En abril de 1922, Wu Peifu envió secretamente a alguien a Cantón para contactar a Chen Jiongming y pedirle que se opusiera a la Expedición del Norte de Sun Yat-sen. En mayo, Wu Peifu tuvo una cita secreta con Chen Jiongming. Wu Peifu expulsó a Xu Shichang en el norte, y Chen Jiongming derrocó a Sun Yat-sen en el sur. El primer paso fue restituir a Li Yuanhong y usar la abolición del gobierno para desarmar a Cao Kun y a los caudillos provinciales. Si el fracaso también recaía en Li Yuanhong, que el Congreso eligiera urgentemente a Wu Peifu y Chen Jiongming como presidente y vicepresidente. Wu Tingfang y Cai Yuanpei fueron presidente y vicepresidente de transición. Siguiendo los deseos de Cao Kun y Wu Peifu, los caudillos del norte emitieron una serie de medidas de concientización, exigiendo que los presidentes del norte y del sur abdicaran simultáneamente. El 31 de mayo de 1922, 203 miembros del Senado y la Cámara de Representantes del antiguo Congreso emitieron una declaración anunciando que ejercerían los poderes parlamentarios ese mismo día, abolirían los gobiernos del norte y del sur y formarían un gobierno unido.
Tras el fin de la primera guerra Zhili-Fengtian, la situación se tornó cada vez más sombría. El 3 de junio de 1922, Ye Ju declaró la ley marcial en Cantón. Wu Peifu y Chen Jiongming utilizaron la restitución de Li Yuanhong como excusa para afirmar que se había logrado el objetivo de proteger la constitución y exigieron que Sun Yat-sen y Xu Shichang dimitieran simultáneamente. Dado que Sun Yat-sen emitió una declaración política durante una guerra para defender la ley, prometió que si el veterano de Beiyang, Xu Shichang, y su Gobierno de Beiyang dimitían y se disolvían, él también dimitiría. Cai Yuanpei, Hu Shi, Gao Yihan y más de doscientas celebridades de todos los ámbitos que apoyaban la autonomía interprovincial convocaron conjuntamente a Sun Yat-sen y al Congreso Extraordinario de Cantón para cumplir su promesa. Al mismo tiempo, Wu Peifu también invitó por separado a Sun Yat-sen, Wu Tingfang, Li Liejun y otros a viajar al norte para reconectarse con el país y crear un ambiente de "unidad nacional".
Chen Jiongming dio el paso definitivo el 13 de junio de 1922, convocando una reunión con Ye Ju y otros en Shilong para discutir el despliegue militar de la rebelión. En plena noche del 15 de junio, generales de alto rango del Ejército de Cantón convocaron una reunión y decidieron lanzar una operación militar para derrocar a Sun. Ese mismo día, Ye Ju movilizó tropas en la Montaña Baiyun para preparar el bombardeo del Palacio Presidencial de la Montaña Guanyin y la Torre Yuexiu. El 16 de junio, el ejército cantonés llamó primero y notificó el bombardeo del Palacio Presidencial de la Montaña Guanyin. Sun Yat-sen partió en el barco Yongfeng bajo la escolta de Jiang Zhongzheng y Chen Ce, y a principios de agosto se retiró de Cantón a Shanghái, donde Lu Yongxiang (caudillo militar) ejercía influencia. El gobierno de la República de China en Cantón se derrumbó. El segundo movimiento de protección constitucional fracasó.
Tras el Incidente del 16 de junio, Sun Yat-sen continuó ejerciendo como presidente extraordinario.
El 19 de enero de 1923, Sun Yat-sen cedió el poder a Hu Hanmin, Li Liejun, Wei Bangping, Xu Chongzhi y Zou Lu, quienes asumieron colectivamente la presidencia plena. El 21 de febrero, Sun Yat-sen regresó a Cantón y estableció la Bastión del Mariscal del Ejército y la Marina de la República de China.